# 歐文龍貪污案
歐文龍貪污案是指歐文龍在2000年至2006年間擔任澳門運輸工務司司長期間貪污舞弊的案件。歐文龍貪污數目是出任司長期間的薪俸56倍之多，數字驚人，因而有「澳門開埠最大貪污案」、「世紀貪污案」及「司長貪污案」等別稱。歐文龍在拘捕後即時被免職，是澳門回歸以來首位因為貪污而被革職的在任主要官員。
聆訊時歐文龍被控41項受賄、30項洗黑錢及兩項濫權罪，另外3項分別是在法律行為中分享利益、發表虛假聲明及財產來歷不明合共76項罪名。2008年1月30日下午4時，澳門終審法院裁定40項收受商人賄款，批出工務工程，及13項清洗黑錢罪名成立，判處歐文龍入獄27年，罰款24萬元。
2009年2月，歐文龍案第二階段開審，歐被加控廿八項受賄、清洗黑錢及濫用職權罪名。同年四月案件審結，當中廿四項罪名成立，歐文龍的總刑期加至28年半。
2012年4月，歐文龍案第三階段開審，被控九項罪名，包括「御海·南灣」五幅土地批給案，港商劉鑾雄、羅傑承捲入案中。同年五月，檢察院以行賄及清洗黑錢罪控告劉鑾雄及羅傑承。同年5月31日，歐文龍案第三階段宣判，九罪全部成立，總刑期加刑至29年，並認定歐文龍確實干預有關五幅土地的批給。同年8月，澳門土地工務運輸局宣布「御海·南灣」的土地批給無效，收回土地。

## 涉案人士
歐文龍家庭
- 歐文龍：運輸工務司司長（拘捕前）
- 陳明瑛（在逃）：歐文龍妻子, 據悉現時與其子女居於英國，因英國與澳門沒有移交逃犯協議而得以逍遙法外。
- 歐榮光：歐文龍父親
- 范小雲：歐文龍母親（2003年殁）
- 歐文富（已在2010年11月29日在獄中病逝）：歐文龍二弟
- 陳華彩：歐文龍弟婦、歐文富妻子
- 歐文華：歐文龍六妹

林偉家庭
- 林偉：商人、公司董事[1]
- 梁麗卿：林偉妻子
- 林×：林偉 （页面存档备份，存于）之父（80歲）

建築界及商界
- 何明輝（在逃）：新明輝建築有限公司負責人
- 楊姓總經理、財務主管：新明輝建築有限公司
- 梁姓會計：新明輝建築有限公司
- 陳東生：中鐵(澳門)有限公司總經理
- 鄧儉民（在逃）：通利建築置業工程有限公司 負責人（有報章指該人與歐之涉嫌擁有公司為澳門水力工程有限公司）
- 胡家儀：信寶國際控股有限公司（0600）前執行董事[2]
- 羅志昌：創盈置業投資有限公司董事

四名地產建築界人士
- 信寶國際控股有限公司前主席
- 梁超通：商人
- 陳連因（在逃）：商人（據聞其妹夫為何厚鏵一兄弟）
- 林敏兒（在逃）：商人（陳連因妻子）

## 涉案項目及款項
歐文龍行使職權收受賄款干擾大量公共工程的判給、收受利益、授意工務部門加快一些私人項目的審批及收則程序。下列為涉案部分項目及款項
：
| 涉及的工程                 | 工程屬性                     | 涉及款項     |
| -------------------------- | ---------------------------- | ------------ |
| 澳門理工學院體育館         | 興建                         | 100萬        |
| 澳門東亞運動會體育館       | 第一期工程                   | 1,000萬      |
| 澳門東亞運動會體育館       | 第一期加工、第二期及後加工程 | 1,000萬      |
| 澳門東亞運動會體育館       | 第三期及後加工程             | 1,000多萬    |
| 澳門東亞運動會體育館       | 第四期工程                   | 1,500萬      |
| 澳門東亞運動會體育館       | 停車場工程                   | 100萬回佣    |
| 氹仔海明灣畔               | 修改土地利用規劃             | 7%佣金       |
| 路氹城                     | 填海工程                     | 300萬        |
| 澳門國際射擊中心           | 投牌及興建                   | 500萬        |
| 金都酒店                   | 興建及加快審批               | 1,500萬      |
| 澳門科技大學運動場         | 興建                         | 350萬        |
| 星際酒店                   | 興建                         | 1,000萬      |
| 星際酒店                   | 內部裝修、加快審批           | 700萬        |
| 路環污水處理廠南面         | 道路工程                     | 150萬        |
| 澳門威尼斯人渡假村酒店     | 投牌、興建、審批、加快驗收   | 300萬        |
| 銀河世界渡假村             | 地基打樁工程                 | 450萬        |
| 藝園及周邊道路網           | 整治工程                     | 500萬        |
| 路環垃圾焚化爐土           | 擴建工程                     | 2,000萬      |
| 西灣大橋                   | 投牌及興建                   | 1,000萬      |
| 西灣大橋                   | 維修、保養及配套工程         | 400萬        |
| 西灣大橋                   | 引橋、填土、排水工程         | 100萬回佣    |
| 西灣大橋                   | 交通網絡及景觀整治           | 500萬回佣    |
| 蓮花路地下重型停車場       | 興建                         | 568萬        |
| 垃圾收集系統工程           | 興建                         | 2,000多萬    |
| 清潔公司專營權             | 專營權批給                   | 2,000萬      |
| 港務局於青洲設施           | 設施工程                     | 200萬        |
| 路環垃圾焚化爐污水蓄水池   | 擴容工程                     | 150萬        |
| 澳門國際機場污水處理站     | 批給及興建                   | 500萬        |
| 嘉樂庇大橋                 | 維修及保養工程               | 50萬         |
| 關閘廣場                   | 復建及承擔工程               | 100萬回佣    |
| 關閘廣場及地下公共巴士總站 | 投標及興建                   | 1,000萬      |
| 亞馬喇圓形地               | 整治工程                     | 3,000萬      |
| 氹仔飛能便度街一幅大地片   | 土地批給                     | 可獲商鋪回佣 |
| 水力公司                   | 股權交易                     | 10%股份      |
| 澳門科學館                 | 投標及興建                   | 600萬        |

## 貪污經過
在2000年至2006年期間，何明輝以巨額賄賂歐，以換取歐批給牽涉之投標工程項目，歐文龍同時也在親屬協助下於外國註冊一批空殼公司，以迂迴而嚴密的銀行帳戶網（包括透過香港設立的公司轉到倫敦之銀行戶口、利用香港股票市場、行賄者疑派人以現金到賭場換取支票存入歐之戶口等數種方式）清洗所得之賄款。
歐文龍清洗黑錢的手法迂迴，他事先安排妻子陳明瑛、弟弟歐文富、弟婦陳華彩、父親歐榮光、李社長及林偉等人，在英屬處女群島註冊成立一批一人空殼公司，隨後這些空殼公司在香港多間銀行開設戶口，歐文龍及其親屬涉嫌在香港的律師樓透過授權方式操控這些公司和戶口。對於外人的李社長及林偉，歐文龍會要求兩人以書面預先辭去股東職位，以防有人有異心，可隨時撤去其股東一職。 
另一方面，在澳門的行賄者包括何明輝、陳東生、殷飛歷及鄧儉民等則會透過自己、親屬、二判商人，公司的職員及職員家屬等，在澳門和香港兩地銀行開設戶口。賄款先由行賄者透過上述人士存入澳門銀行戶口，繼而匯往香港戶口，再輾轉匯入到歐文龍親屬的戶口後，最後再流入那些空殼公司在香港開設的銀行戶口，經多重清洗最後才落到歐文龍和其妻手上。 
不過，歐文龍卻以個人之名、聯絡電話及住址在香港開設戶口。同時，歐文龍在收取賄款過程中，在飯局中出面向鄧儉民收取6張面値500萬元的現金支票；及後，將票先存入父親歐榮光戶口，背書後才流入手上。 

### 友好手冊
歐文龍在一本名為《友好手冊》的私密記事簿裡記錄多項公共或私人工程的縮寫、簡稱或暱稱及數據資料，大部分與控詞所述的利益收受狀況脗合，而《友好手冊》是以每個年度記載的。例如，在2002年度《友好手冊》中，就記有「澳門蛋 批中建 6億4,000萬元」。當時，澳門政府決定把俗稱「澳門蛋」的澳門東亞運動會體育館批予投標價6億4,000多萬元的中建新明輝聯營公司；之後，新明輝負責人何明輝與歐文龍合作無間，承投公共工程如魚得水。 
《友好手冊》旣有批出的工程項目、批給金額等記錄，歐文龍也以「V」或劃線的標示已經收到的貪污款項，倘若應收未收，就會在數字旁注明「欠」字。在2005年度《友好手冊》中，就記有「輝 蛋 1,300」、「射擊 500」、「星際 1,000」、「威尼斯 150」、「足球場 350」，這些都與控詞中何明輝與歐文龍約定在承投相關工程中給予的回報金數目一致。 
諸如上述的記錄，在控詞提及的陳東生與中鐵(澳門)、殷飛歷與澳門清潔專營有限公司(CSR)、鄧儉民與通利公司或利成公司跟歐文龍的貪污過程同樣在《友好手冊》內有記載。例如2002年度《友好手冊》關於中鐵有「大橋 5.6億」、「Bridge 加 200萬」等；2006年度《友好手冊》有「CSR 5%」（回傭5%）。關於通利或利成的記錄，與新明輝不遑多讓，都橫跨多年，大、中型工程俱全，其中，歐文龍仍以「銅馬」暗示有關亞馬喇圓形地工程。
這幾部極度隱秘的《友好手冊》，最終被澳門廉政公署人員搜獲，歐文龍與涉案人士的友好關係得以進一步證實。此外，澳門廉政公署在2006年底、2007年初搜查鄧儉民等人的辦公地點時，也在現場搜出多張與涉案銀行戶口有資金往來的支票、匯票等原件或複印本。

## 港澳廉署偵查
香港廉政公署接獲貪污投訴，在調查期間發現一個收取黑錢的銀行戶口，其持有人姓名的英文拼音為歐文龍的親屬，香港廉署在發現該銀行戶口時，因為戶口持有人的英文姓氏以AO登記，不是香港人較常用的AU，而AO在澳門人較常用，所以香港廉署很快便認為案件涉及澳門人，又因為涉案的金額龐大，並經常有大額的金錢往來，極為可疑，推斷有人利用香港的銀行戶口清洗黑錢，香港廉署因此在2006年11月中旬已在香港對懷疑涉案人士進行跟蹤及調查，由於懷疑案件的首腦是澳門的現任主要官員，香港廉署其後將該案件及相關資料轉交澳門廉署繼續跟進。
澳門廉政公署自2006年12月2日起展開連續150小時（6天有多）調查行動，查出涉案總金額高達數十億澳門元，包括歐文龍妻子陳明瑛存放之不同貨幣的澳門元現金約共一億。12月7日，香港廉政公署在中環一家銀行保險箱內搜獲港元2,000多萬，在一處辦公室抽屜內發現澳門幣和港幣合共10多萬元；另外還有一批新購住宅物業合同和相關物品；調查過程中並有人已承認收受賄款。根據香港傳媒報道，歐文龍涉嫌在香港股市拋售超過10億元中國移動股票，以致股價大跌，當天恒生指數因而下挫184點。

## 拘捕

### 行動當晚
澳門行政長官何厚鏵約在2006年12月6日晚上8時，在澳門文化中心綜合劇院欣賞慶祝澳門回歸7週年紀念的京劇《楊門女將》演出时，從澳門廉政專員張裕知悉將會拘捕歐文龍的消息，並隨即返回辦公室簽署拘捕令批准行動。
當晚10時，澳門廉政公署派員到歐文龍官邸以嚴重貪污罪名拘捕他，並進行搜查，至翌日凌晨2時將他押走（歐文龍最後一次公開露面為12月5日下午在澳門中華總商會的何賢星命名儀式）。

### 政府記者會
12月7日早上9時，新聞局向各本地及海外傳媒駐澳辦事處通知在早上11時將召開記者會, 澳門電台作現場直播，各人心情沉重。
早上11時許，何厚鏵與張裕、助理專員陳錫豪在記者會上宣佈歐文龍涉嚴重受賄並進行非法金融操作活動，已在拘捕歐文龍, 並同時根據《澳門基本法》第50條第六項之規定，向國務院建議免除其職務。

### 中央人民政府免職和任命新司長
同日（12月7日）晚上，國務院透過新華社及中国政府网宣布接納澳門行政長官何厚鏵就歐文龍免職建議並追溯至拘捕時為生效時間，而運輸工務司司長一職臨時性地由澳門行政長官和運輸工務司司長辦公室暫時代理。
2007年2月14日，國務院正式批准澳門行政長官何厚鏵的提名，任命澳門民政總署管理委員會主席劉仕堯接任司長一職，劉仕堯於2月17日向行政長官何厚鏵宣誓就職；另在同年3月23日同時兼任因歐文龍免職而空缺的科學技術發展基金信託委員一職。

## 候審期間
澳門檢察院在12月7日把有關卷宗轉交澳門終審法院。澳門終審法院經過通宵審訊，主審法官朱健裁定表面證供成立，並於12月9日清晨移送至位於路環的澳門監獄（歐文龍囚禁於在第3座8樓獨立囚室）；而歐文富及歐文富妻子在凌晨也被裁定其犯罪表面證供成立，同樣還押至澳門監獄候審。其餘人則獲准保釋但禁止離境和互相聯繫。
其後，歐文龍以數百萬元請來曾任澳葡政府反貪污暨反行政違法高級專員公署專員的葡籍律師斐明達為其辯護律師。期間傳出歐文龍在獄中自殺，但被斐明達否認。2007年2月27日，葡文傳媒報道斐明達已因其他官司無暇兼顧歐文龍案為由辭辯，由施展鵬接替。

## 起訴
澳門廉政公署在2007年4月4日舉行新聞發佈會，表示歐文龍貪污案偵查工作已經初步完成。案件共涉及21男9女。經點算後，歐文龍收受的賄款，以及與受賄有關的資產總值是為約8億400多萬澳門元，分佈在澳門、香港、英國以及世界其他地方。
澳門廉政公署發言人同時澄清，該署在歐文龍被捕前一年已開始對其財產來源進行調查。澳門廉政公署也將向澳門檢察院建議加控歐文龍財產申報不實和巨額財產來源不明（即財產與官職收入不相稱）的罪名。而澳門廉政公署於2007年4月12日將該案移送澳門檢察院處理。
2007年6月6日，澳門檢察院正式對歐文龍提出控訴，其控罪包括濫用職權、嚴重受賄、清洗黑錢以及巨額財產來歷不明。由於歐文龍身為澳門政府司長級官員，因此須直接交由終審法院審判，意味歐文龍一經定罪，極可能沒有機會上訴，其最高判刑為入獄30年。

## 審訊
審理法官
主審法官由終審法院院長岑浩輝擔任，葡籍法官利馬（Viriato Manuel Pinheiro de Lima）及中級法院院長賴健雄出任助審法官。
聆訊期
首堂聆訊於2007年11月5日進行，每周逢一、三、五進行審訊聽證，預計審理時間為一個月，有需要可適度延長。
證人及證物
法庭傳召控辯雙方的證人估計過百人，單控方證人已有92人，當中包括公務人員、建築工程界人士及部分涉及歐案的嫌犯；至於辯方證人超過10人，呈堂證物多達20多箱。
直播
聆訊在第一庭進行聆訊，而終審法院及中級法院大樓在第二庭設置大型電視直播第一庭的情況。

### 首日聆訊
（2007年11月5日）
開庭前高度準備
澳門警方假終審法院及中級法院大樓於審訊幾日前起外架設大批鐵馬，並在正門入口特別加裝金屬探測器，歐文龍貪污案的開審吸引大批記者到場採訪而大批澳門市民一早到來排隊，希望了解案情。公眾及記者進入法院前須接受保安檢查，以及不准攜帶手提電話、相機、錄音機、手提電腦、電子器材等進入。
開庭前
歐文龍乘坐的囚車在早上8時45分押送抵達終審法院及中級法院大樓。整個押送過程及保安工作與以往大致相同，未有特別加強。一衆被安排在拍攝區的傳媒亦只能夠拍攝到囚車車隊進入終院停車場的。 
架上黑框眼鏡、身穿一套寳藍色西裝和襯以白色直條恤衫的歐文龍，在開庭前5分鐘，由6名獄警押解上庭。向來予人彬彬有禮的歐，進庭前不自覺地向法庭點頭，與年前當司長相比，身形略見瘦削，但較預審時精神飽滿。
審訊
當日9時半在第一庭聆訊，法官岑浩輝開庭時先吿誡歐在回答身份資料時要如實作答，否則會被控以虛假聲明罪。隨後，歐文龍在法官的引導下，交代了個人的身份資料，他於1956年12月10日於澳門出生，居住於澳門竹仔室官邸，父親歐榮光，母親范小雲；被捕前擔任澳門運輸工務司司長，在澳門或其他地方從沒接受過審訊或被判刑。
全程獲特別優待就座的歐文龍，在聽取法官岑浩輝宣讀起訴書的5個小時內，畢直坐於被吿席上，雖偶見打呵欠，但亦很專心聆聽被指控內容。終審法院首席法官岑浩輝宣讀長逾100頁的起訴書時間長達5小時，歐文龍共被控76項罪名，包括41項受賄、30項洗黑錢及2項濫權罪，另外3項分別是在法律行為中分享利益、發表虛假聲明及財產來歷不明。；由於起訴書長達過百頁，法官岑浩輝不時要喝水解渴，聲音由雄亮變得低沉，足見起訴書的份量。
歐文龍概括陳述
雖然岑浩輝一再強調在整個審訊過程中，歐文龍一定會有足夠時間就每一項控罪作辯，但最後在歐文龍一再堅持下，岑浩輝終於同意給予歐文龍20分鐘作概括陳述。歐文龍在陳述中指，起訴書共629條陳述條款中，對其歸責的指控，有關在任職運輸工務司司長期間批給的公共工程及服務，完全依照現行法例；至於起訴書內提及的公司，都是承接顧問服務，屬商業行為，並非如起訴書所指的受賄行為。歐文龍同時否認是涉案公司股東。 
涉及私人投資者的項目方面，歐文龍辯稱，國際投資者有本身的國際顧問公司訂定投資策略及開標程序，政府官員不能干預，並指法院可要求私人投資者作商業說明。 有關財產與收入不相稱及申報財產作虛假聲明，歐文龍表示，在申報財產時有時間差。由於司長任期為五年，所以只在財產有變動時才申報。由於並非涉案公司及戶口持有人，概念中認為不需要作相關申報。此外，在就任司長之前已工作數十年，亦有投資家族生意，所以財產來源很容易理解。 
歐文龍還指責起訴書混淆不清，連很明顯是合法的出糧戶口都描寫成不合法；有部分新增內容只有說明，沒有證據，牴觸法律「無罪推定」的原則。起訴書前後矛盾不清晰，令被吿很難辯護。
。
數家涉案公司與歐文龍關係是歐貪案重點之一。聆訊時法官及檢察官都着重圍繞該等公司提問。歐文龍在概括陳述中指出，起訴書提及的Citygrand Management Limited、Ecoline Property Limited及Best Choice Asset Limited都是提供專業顧問服務的公司，他本人只是協助這些公司在澳門尋找及提供專業服務伙伴，三公司在外地的業務，他則不大清楚。 
據案情透露，Ecoline Property Limited公司大股東李社長是歐文龍的家庭好友，及後歐文龍推薦李社長出任澳門電力公司非全職官方董事。李社長於2006年6月19日病逝後，其電力公司職位由其女兒於九月接任。 
李社長病逝前，將大批文件及授權書交予歐文龍，為此，法官及檢察官一再追問歐文龍是否能控制該公司資產，以及與該公司的關係。歐文龍稱並非該公司股東，該公司提供顧問服務，當該公司在澳接到工程，需尋找其他合作者提供不同服務而要求協助時，他便向該公司介紹其他專業公司。 
檢察官宋敏莉追問歐文龍舉證該公司在澳門實質參與了哪一個項目，歐始終無法回應，只是一再重複，該公司在澳門是從事專業服務。宋敏莉稱，由於歐文龍答不出相關問題，她亦不再追問。 
歐文龍承認與李社長相識多年，李在病重時曾交給他大量文件，由於工作繁忙，一直未有細閱。李社長曾將股份轉讓李良志，歐文龍承認李是他的中學同學，但不清楚李良志與李社長關係。基於股份轉讓，他認為兩人可能是商業伙伴關係。
起訴書指出，歐文龍謀取私利，擁有多家海外公司、存款數以十計的銀行戶口、多筆債券、本澳與海外不動產等資產高達數億元（見附表）。歐文龍自辯時稱，起訴書提及的多家海外公司和戶口鉅額非法金錢，均與家人無關。他強調，在家絕對不談公務，因而家人不知情很正常；且涉案的三家海外公司均從事合法商業活動，並非為「洗錢」。指控提及的銀行戶口總金額與實際存在很大出入，亦有不精確描述。他認為，有關清洗黑錢的指控不成立。 
歐文龍強調，所有戶口均以其個人身份開戶，銀行可以查明資料，不存在掩飾身份。被指財產申報過程中虛報，歐文龍辯稱，法律祇要求在財產狀況變更時才須申報，申報明顯存在時間差，且涉案公司和戶口並非本人直接持有。因此，不存在故意提供虛假聲明。 
他強調在社會上工作數十年，並非被任命為運輸工務司司長後才工作，加上家族生意，個人資產絕無可能是「空白」。起訴書提及的部分內容有混淆、不合理及重複。他質疑：「唔通喺商業銀行畀財政局出糧嘅戶口都違法咩？」（意思指「難道在商業銀行讓財政局出糧的戶口也違法？」）
起訴書提及歐透過海外公司在英國擁有多項不動產，歐文龍指與Roselle Court Limited毫無關係，在英國並沒擁有任何不動產。就算有任何不動產買賣或交易記錄，均可透過英國當地登記查到。

### 香港證據的搜查令無效
香港廉政公署在協助澳門調查歐文龍貪污案時搜查一間律師行時並撿走一批文件。但該律師行認為有關的文件是屬於律師行和客戶之間的商業性機密，因此要求出司法覆核。2007年12月15日，香港高等法院裁定香港廉政公署在協助調查此案時搜查律師行時只取得地區裁判法院的搜查令並不恰當，廉政公署應該向高等法院再申請搜查令。高等法院認為地區裁判法院發出的搜查令無效，而至於在律師行搜出的文件要繼續封存。此事可能會因為搜查令無效而令到香港的證據部分無效。

## 判刑
澳門前運輸工務司長歐文龍被控貪污案，終審法院宣判，歐文龍53項受賄及清洗黑錢罪成，判囚27年。歐文龍被控41項受賄控罪，其中40項罪成，法官接納廉署涉及歐貪污的事實。至於被控的30項清洗黑錢罪名，其中13項罪成。
歐文龍代表律師施展鵬在接受記者採訪時認為，任何被告人都有權提出上訴，但現行法律並無規定涉及司級官員的犯罪案件由那一個法庭受理上訴，法律並無規定有關程序，他相信是因為法律制定過程中，並無預期會出現歐文龍這宗案件。

## 沒收非法資產
澳門終審法院同時下令沒收歐文龍及其家人所有非法得來之資產， 包括金錢、股票和物業。澳門政府其後根據聯合國反腐败公約，向其他國家政府要求協助追討歐文龍一家之海外資產。英國政府其後於2015年成功向當地法院申請充公歐位於倫敦之物業及其他資產並將房產拍賣，把所得之2,870多萬英磅款項交還澳門政府，由時任英國駐港澳總領事吳若蘭和澳門行政法務司司長陳海帆代表兩地政府簽署備忘錄確認財產移交。

## 批地無效
時任澳門行政長官崔世安於2012年8月作出批示，宣告2006年澳門「御海·南灣」5幅土地的轉讓以及土地批給合同之相關修改行為無效，原獲批該些土地之華人置業集團旗下子公司Moon Ocean不服上訴，惜被澳門中級法院駁回，地權重歸政府。

## 迴響
- 香港中文大學高級導師蔡子強質疑未被定罪先被免職做法有問題，對其本人不公平，並直指這是「社團大佬式」做法，且與前上海市市長陈良宇被免職的手法類似；但也有意見認為，由於歐文龍以嫌犯身份被捕，鑒於其司長身份特殊，雖未經定罪，但出現這種情況已損害政府形象和聲譽，實不再適宜繼續擔任主要官員。
- 澳門立法會議員吳國昌在2006年12月9日表示案件偵訊的過程，議員也只能從傳媒上知悉事態發展，聲稱未能體現民主與透明度；建議何厚鏵與立法會舉行會議，對事件進行交代與討論新任司長人選事宜。何厚鏵在12月18日就此事以函件回覆澳門立法會主席曹其真時指出從維護法治和確保司法公正的基本原則出發，他不會就此事再公開作出陳述和評論，但承諾會把澳門特區成立以來所有政府批地和公共工程批給的個案資料，全部送交立法會，使議員得以充份了解個案的內容。另一方面，又指責「一些別有用心的人士正採用無限擴大、移花接木的手法，對所有政府批地和公共工程批給作出全盤否定，以達其抹黑特區政府、打擊政府管治威信、嚴重分化澳門社會的目的」。
- 澳門坊間其實對官場貪污事件一直甚塵囂上，澳門傳媒也以當時香港傳媒在梁錦松買車事件上，即使未被檢控也要求其下台為例，批評香港傳媒採用雙重標準。另外12月9日澳門電台早上的峰煙節目中，大部分聽眾提出「因為香港一方主動揭發之下，澳門當局才被動執法，而其功勞較大」以及「此案為冰山一角，市民早已心照不宣」之說，坊間更盛傳某些建築商已逃離澳門之說；在政府暫停公佈事態進展後亦只能暫時歇住坊間熱烈的討論氣氛，但在網上討論區亦時有討論之。而在2007年1月初澳門廉政公署第二次拘捕之中，某程度亦證實了坊間建築商已逃離澳門之說的傳聞非虛。
- 歐文龍貪污案曝光後，有網民曾撰寫《天子屠龍》虛構故事並連載。故事以市井語調配以帝制宮廷諷喻事件幕後之權力與決策之爭，在網民間頗受歡迎，更曾被轉載至其他討論區。
- 2006年12月20日，即澳門回歸7週年紀念當日，職工民心協進會和模板專業工會發起遊行，雖然主辦單位列出的訴求以民生為主，但仍有不少參加者表達對歐文龍貪污案及相關問題表示不滿[38]。

## 外部連結
- 歐文龍簡歷：新華網 （页面存档备份，存于）、澳門特區政府